# Kurumbapet
Kurumbapet é uma cidade e uma gram panchayat no distrito de Pondicheri, no estado indiano de Pondicheri.

## Demografia
Segundo o censo de 2001, Kurumbapet tinha uma população de 7412 habitantes. Os indivíduos do sexo masculino constituem 51% da população e os do sexo feminino 49%. Kurumbapet tem uma taxa de literacia de 72%, superior à média nacional de 59.5%: a literacia no sexo masculino é de 79% e no sexo feminino é de 64%. Em Kurumbapet, 12% da população está abaixo dos 6 anos de idade.